# Station Lunde (Varde)
Station Lunde is een station in Lunde, een dorp in de gemeente Varde in Denemarken. Het station ligt aan de spoorlijn Varde - Tarm. Lunde wordt bediend door de treinen van Esbjerg naar Nørre Nebel. 
Het stationsgebouw uit 1903 is een ontwerp van Heinrich Wenck. Het is in 2002 verkocht. 

## Dienstregeling
In de dienstregeling van het jaar 2017 wordt het station overdag op werkdagen in beide richtingen 1 keer per uur bediend, in de avonduren en het weekeinde stopt 1 keer per 2 uur een trein in beide richtingen.

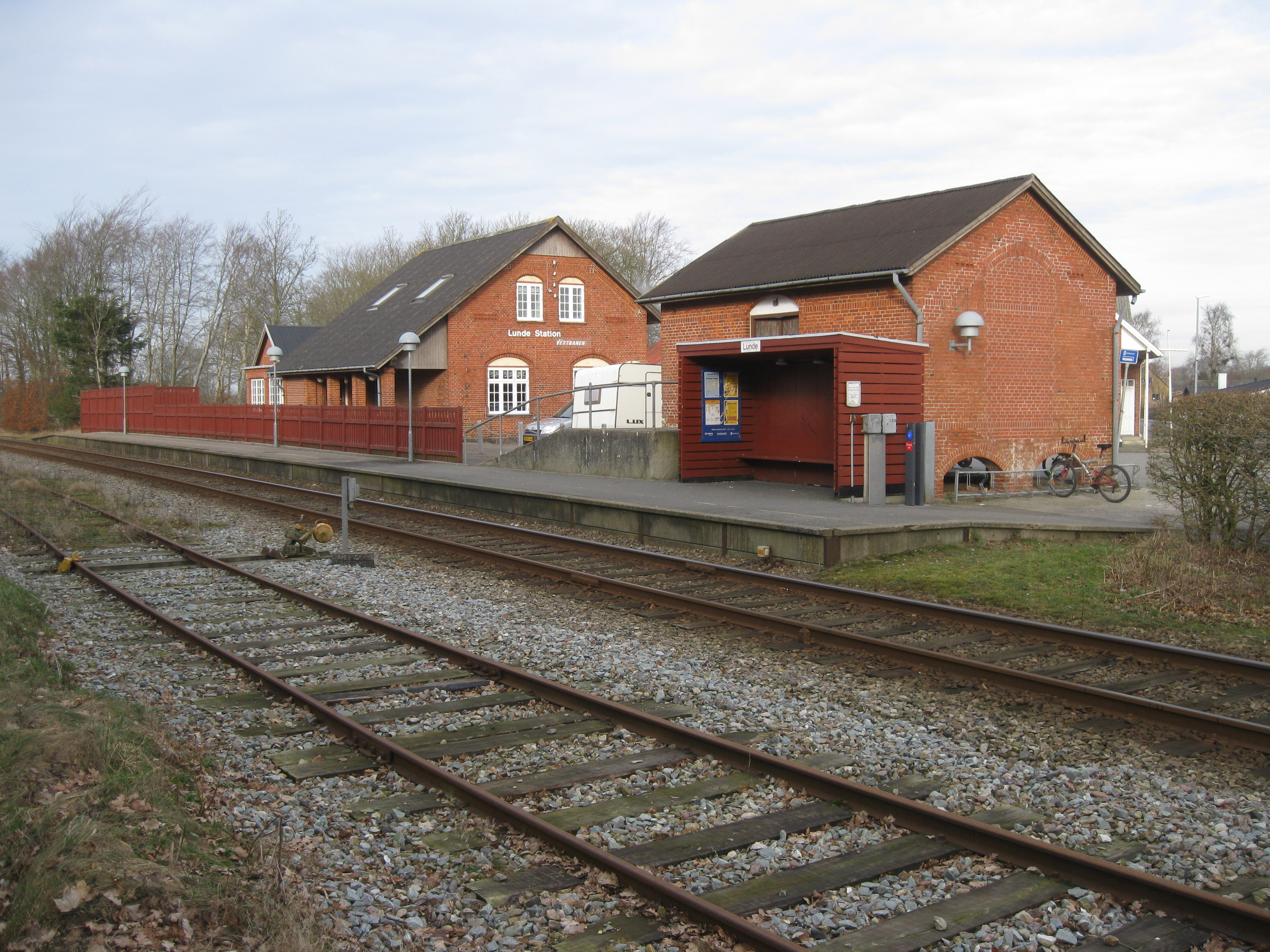